# Olivier de Calan
 (octobre 2017).
Si vous disposez d'ouvrages ou d'articles de référence ou si vous connaissez des sites web de qualité traitant du thème abordé ici, merci de compléter l'article en donnant les références utiles à sa vérifiabilité et en les liant à la section « Notes et références ».
Pour les articles homonymes, voir Calan (homonymie).
Olivier Charles Arthur de la Lande de Calan est un administrateur colonial français né le 16 novembre 1853 à Malzéville et mort en 1910.

## Biographie
Saint-cyrien, Calan sort sous-lieutenant au 19e régiment de ligne en 1874, avant d’entrer aux Affaires indigènes de Cochinchine en 1881.
Il est ainsi résident au Cambodge durant l'insurrection de 1885.
Passé administrateur de 1re classe des services civiles de l'Indochine en 1892, il devient le chef de cabinet du gouverneur général de l'Indochine en 1894, avant d’exercer les fonctions de secrétaire général au Cambodge en 1896, puis en Indochine en 1902.
Il assure les fonctions de résident-supérieur du protectorat français du Cambodge du 16 octobre 1905 au 29 décembre 1905.
Il devient par la suite lieutenant gouverneur de Cochinchine, entre 1906 et 1907.

## Distinction
- Chevalier de la Légion d'honneur (13 janvier 1903)[1]

## Sources
1. ↑  « Recherche - Base de données Léonore », sur www.leonore.archives-nationales.culture.gouv.fr (consulté le 12 janvier 2023)